# Pernando Barrena
Pour les articles homonymes, voir Barrena.
Pernando Barrena Arza, né le 1er novembre 1965 à Pampelune (Navarre, Espagne), est un homme politique espagnol du parti Euskal Herria Bildu (Réunir le Pays basque). Il a été membre de plusieurs organisations de la gauche abertzale (Herri Batasuna, Euskal Herritarrok, Batasuna), toutes dissoutes ou interdites en raison de leur proximité avec l'ETA. Il est député européen de 2019 à 2022, et depuis 2024.

## Biographie
En février 2013, il est choisi comme porte-parole pour le nouveau parti de la gauche abertzale Sortu lors de son congrès fondateur et conserve cette charge jusqu'en juillet 2016.
En avril 2019, le parti Euskal Herria Bildu le propose comme candidat au sein de la coalition Ahora Repúblicas pour les élections européennes du 26 mai suivant, où il est élu député européen. En septembre 2022, il démissionne de son siège conformément à l'accord conclu avec les partis de la coalition et est remplacé par Ana Miranda, du Bloc nationaliste galicien.